# Hortensia Mancini

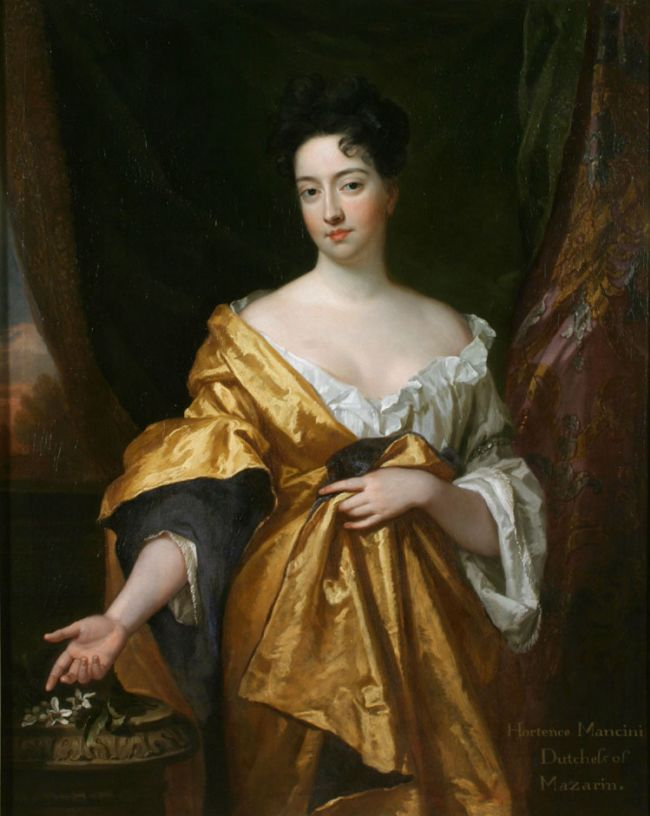
Godfrey Kneller: Hortense Mancini, 1691

Hortensia Mancini, auch französisch: Hortense Mancini, (* 6. Juni 1646 in Rom; † 9. November oder 2. Juli oder 16. Juli 1699 in Chelsea) war eine der sogenannten Mazarinetten (französisch: Mazarinettes) und Mätresse des englischen Königs Karl II. Durch ihre Heirat trug sie ab 1661 den Titel einer Herzogin von Mazarin.

## Leben

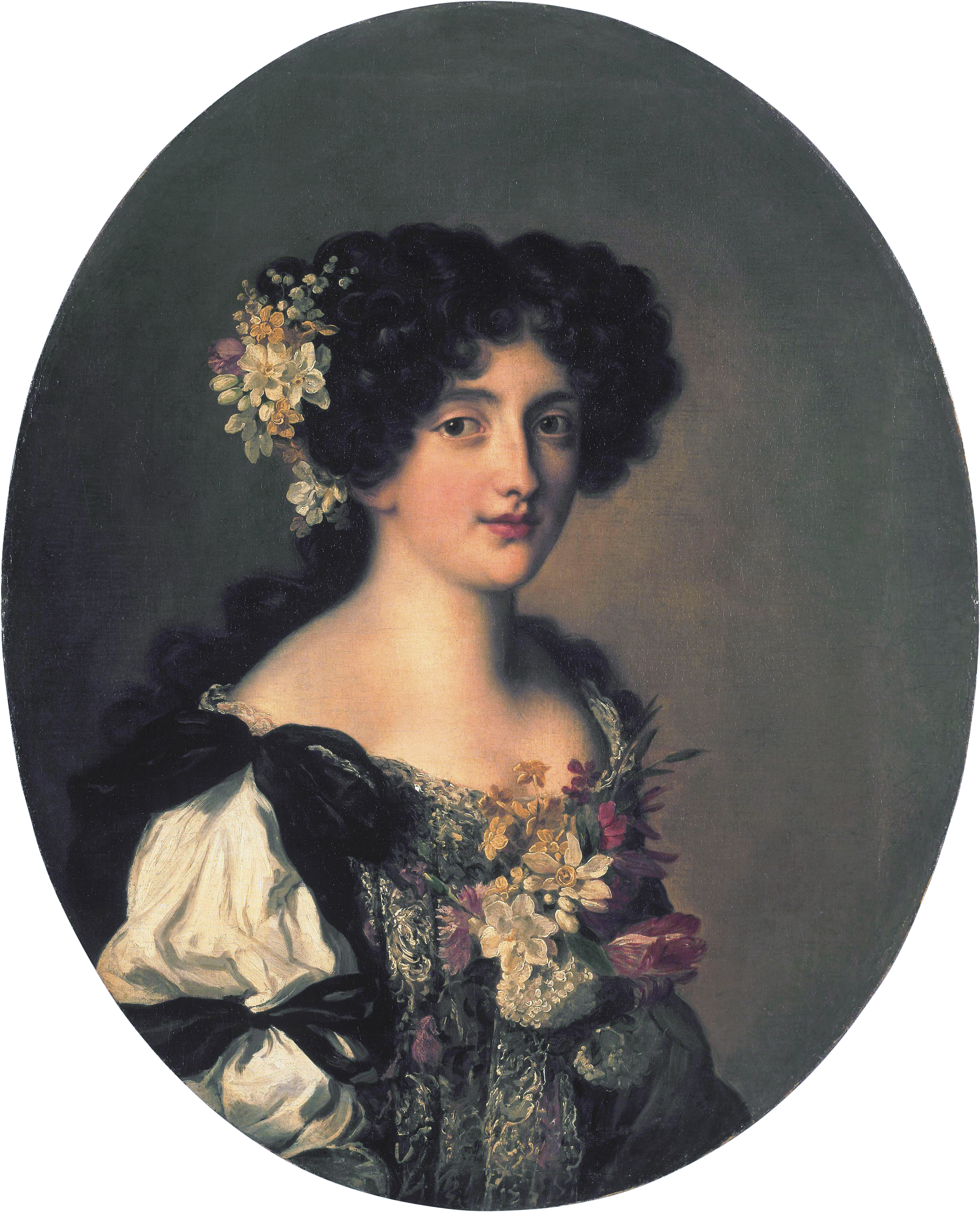
Jacob Ferdinand Voet: Ortensia Mancini, 1671

Hortensia war die Tochter des Michele Lorenzo Barone di Mancini sowie seiner Frau Geronima Mazarini und damit Nichte des Kardinals Jules Mazarin. Im Alter von sieben Jahren kam sie aus Italien nach Paris. Zusammen mit ihrer Schwester Maria war sie die schönste der sogenannten Mazarinetten (sie galt sogar als schönste Frau ihrer Zeit nach Ninon de Lenclos) und der erklärte Liebling ihres Onkels. Dieser bestimmte sie zur Erbin des Titels Mazarin mit der Bedingung, dass ihr Ehemann das Wappen und den Titel Mazarin annehme. Verheiratet wurde sie 1661 mit Armand-Charles de La Porte, Marquis von La Meilleraye, der die Titel Herzog von Mazarin und Herzog von Mayenne annahm. Sein Vater Charles de La Porte war seit 1639 Marschall von Frankreich und wurde 1663, kurz vor seinem Tod, Duc de La Meilleraye und Pair de France. Als ein Verwandter Richelieus war Armand de La Porte einer der wenigen Großen des Königreichs, die Mazarin die Treue hielten. Nach Mazarins Tod war seine Erbin Hortensia die reichste Frau Frankreichs.
Die Ehe verlief, trotz zahlreicher Kinder, unglücklich. Armand litt vermutlich unter einer seelischen Störung. Hortensia übersiedelte 1666 ins Kloster und floh zwei Jahre später nach Rom und von dort zu ihrer Schwester Maria an den Hof von Savoyen. Sie lebte in Unrast und abenteuerlich, wurde populär wegen ihres versierten Umgangs mit Degen und Pistole sowie der Vorliebe, in Männerkleidung aufzutreten. Hortensia war zeitweise Mätresse des Herzogs Karl Emanuel II. (Savoyen). 1675 schrieb sie ihre Memoiren und traf im selben Jahr am Hof Karls II. von England ein, dessen Geliebte sie wurde. Sie erhielt von ihm eine Leibrente und ein kleines Schloss im Londoner Park von St. James. Dort führte sie einen literarischen Salon, in dem auch Saint-Réal verkehrte.
Der tödliche Ausgang eines Duells zwischen zwei weiteren Verehrern veranlasste sie, in einem Kloster Zuflucht zu suchen. Der Schriftsteller Charles de Saint-Évremond bewog sie dazu, sich erneut in ihrem Salon zu zeigen; sie sollte noch über viele Jahre seine enge Freundin bleiben. Gegen Ende ihres genussvollen Lebens wurde sie zur Trinkerin. Schwer erkrankt stirbt sie während einer Kur. Der sie immer noch eifersüchtig begehrende Ehemann sah sie erst nach über zwanzig Jahren Trennung wieder, in ihrem Sarg. Er bestattete sie schließlich im Jahr 1700 in einem Grab neben Mazarin selbst.
De Mazarin hinterlässt drei Töchter und einen Sohn, Paul Jules. Dessen Urenkelin brachte 1777 den Titel Mazarin an die Familie Grimaldi; der Fürst von Monaco führt ihn bis heute.
Siehe auch: Haus Mazarin-Mancini